# St. Ulrich (Thann)

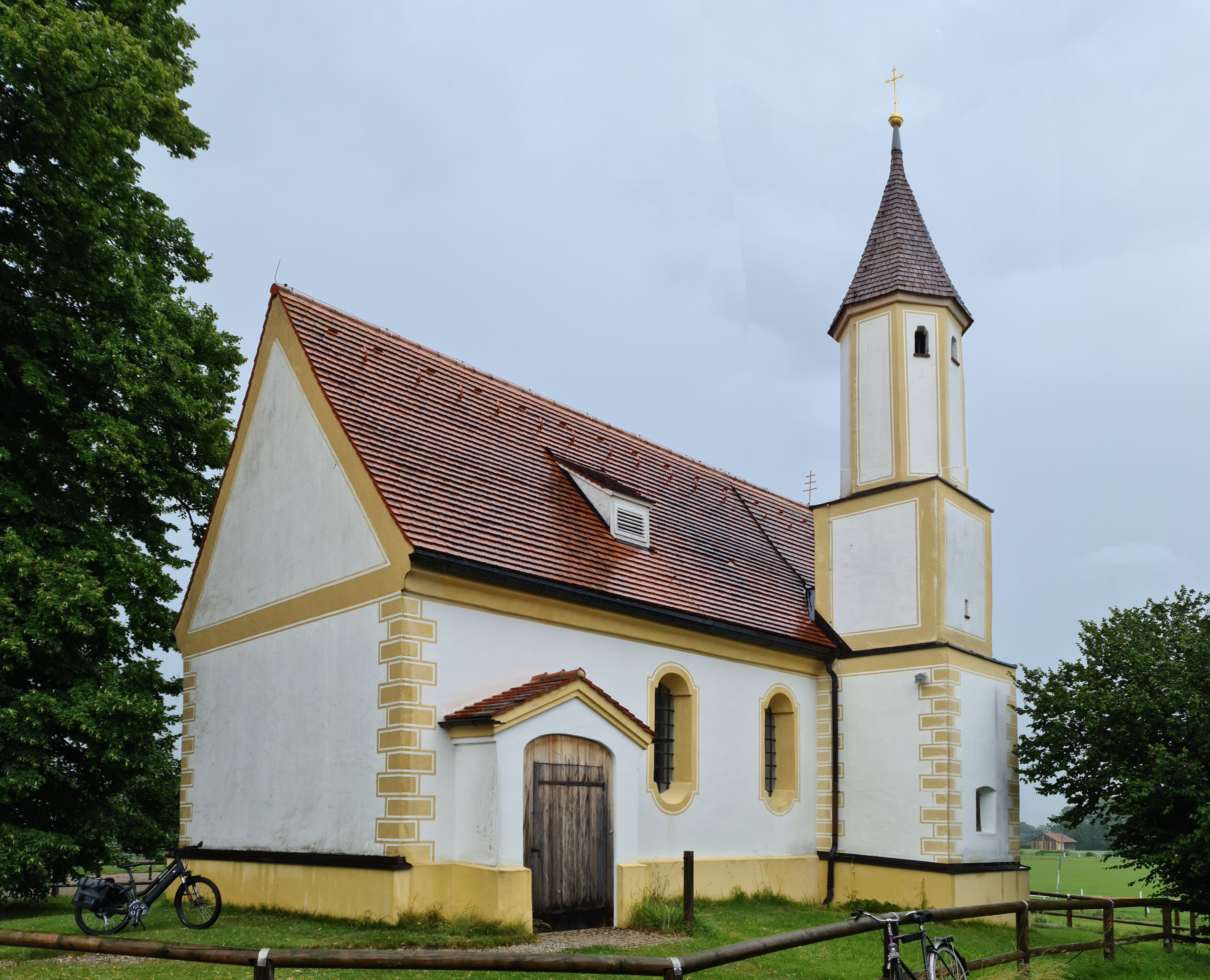
St. Ulrich in Thann

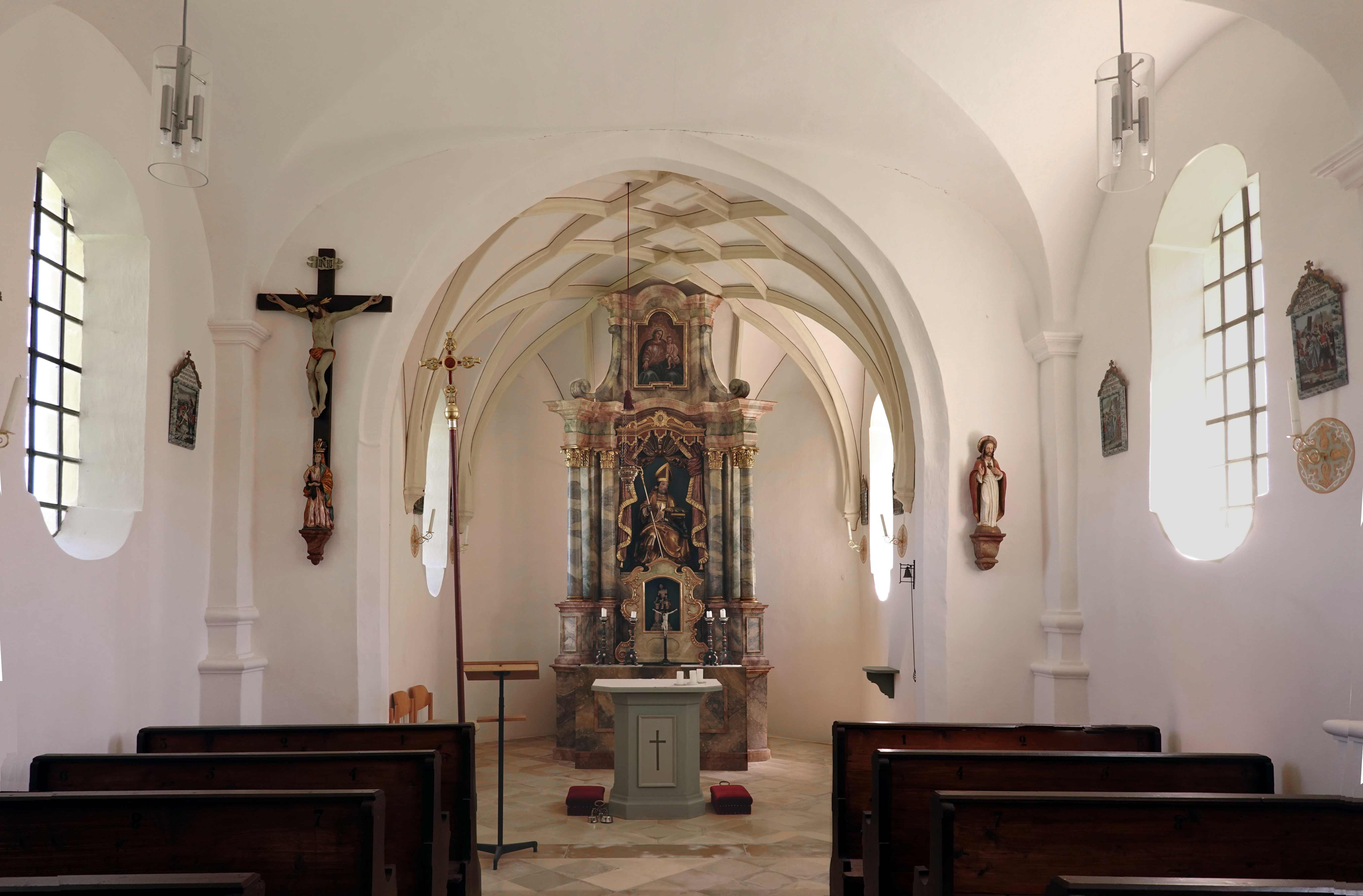
Innenansicht

Die römisch-katholische Filialkirche St. Ulrich steht in Thann, einem Gemeindeteil des Marktes Holzkirchen im oberbayerischen Landkreis Miesbach. Sie ist in der Liste der Baudenkmäler in Holzkirchen (Oberbayern) unter der Nummer D-1-82-120-61 eingetragen. Die Kirche gehört zum Dekanat Miesbach im Erzbistum München und Freising.

## Beschreibung
Die spätgotische Wandpfeilerkirche wurde im 17. Jahrhundert barock umgebaut. Sie besteht aus dem Langhaus, dem eingezogenen, dreiseitig geschlossenen Chor im Osten und dem Chorflankenturm mit spitzem Helm an der Südwand des Chors. 
Im achteckigen obersten Geschoss des Turms hängen zwei Glocken, die 2008 wegen schwerer Schäden am Glockenstuhl stillgelegt werden mussten. In der folgenden Zeit wurden die Glocken gereinigt und außerdem ersetzte die Gießerei Grassmayr die alten Klöppel durch neue. Laut Aufzeichnungen der Pfarrei stammen die Glocken aus den Jahren 1628 und 1638. Seit Juli 2015 läuten sie wieder. Außer dem Glockenstuhl waren auch andere Teile des Turms schadhaft, sodass unter anderem die Turmspitze erneuert werden musste.
Der Eingang befindet sich in einem kleinen Vorbau an der Südwand des Langhauses. Der Chor ist mit einem Netzgewölbe überspannt. 
Im Retabel des Altars ist unter einem Baldachin Ulrich von Augsburg in einer Sitzfigur dargestellt. Sie zeigt den Heiligen im Bischofsgewand, mit Mitra und Bischofsstab. In der linken Hand hält Ulrich ein Buch und darauf einen Fisch. Der Fisch erinnert an die Legende, dass ihm vorgehalten wurde, einem Boten des Herzogs einen Rest Braten vom Donnerstagabend tags darauf gegeben und damit gegen das Freitagsgebot verstoßen zu haben. Doch als der Beschenkte den Braten seinem Herrn zeigen wollte, hatte er sich in einen Fisch verwandelt. Der Altarauszug enthält ein Gemälde der Gottesmutter Maria mit dem Jesuskind und über der Mensa zeigt ein kleines Bild Jesus an der Geißelsäule.